# Liste des œuvres publiques du 19e arrondissement de Paris
Cet article recense les œuvres d'art public du 19e arrondissement de Paris, en France.

## Liste

### Espaces verts
- Parc de la Butte du Chapeau-Rouge :
  - Deux femmes avec un enfant, Pierre Traverse (1938)
  - Ève, Raymond Couvègnes
  - Monument aux victimes de l'Afrique-du-Nord, Eugène Dodeigne (1995)
- Parc de la Villette :
  - La Bicyclette ensevelie, Claes Oldenburg et Coosje Van Bruggen (1990)

### Métro
- Corentin Cariou : De la verticale à l'oblique, Hervé Mathieu-Bachelot (1982)
- Jaurès : Vitrail, Jacques-Antoine Ducatez (1989, quai de la ligne 2)

### Piscine Pailleron
Piscine Pailleron :
- Motifs d'une porosité, Carmen Perrin (2006), devant la piscine
- Le Plongeon, Xavier Veilhan (2007)[1]

### Tramway T3
Plusieurs œuvres d'art sont installées sur le trajet du tramway 3b pour son inauguration en 2012 :
- Parc de la Butte du Chapeau-Rouge : 2551913, Bert Theis
- Porte de Pantin : Les Fourmis, Peter Kogler
- Stade Jules-Ladoumègue : La Grille, Pascal Pinaud
- Porte de la Villette : La Station, Anita Molinero
- Porte d'Aubervilliers : 
  - La Grande Fontaine, Katinka Bock
  - Tu me fais tourner la tête, Pierre Ardouvin
- Toutes les stations : Choses lues, Pierre Alferi et Olivier Cadiot

### Autres lieux

#### Peintures murales
En dehors des graffiti et autres œuvres de street art réalisées sans autorisation préalable (et en général effacées), le 19e arrondissement comporte plusieurs peintures murales effectuées avec l'aval des autorités ou des propriétaires.
Peintures murales :
- Martin Bradley (1988, 41 rue de Tanger)
- Béatrice Casadesus (82 rue Compans)
- Alex Ebrock (2008, 21 rue Alphonse-Karr)
- Patricia Lemaigre-Dubreuil (1989, 5 rue Eugénie-Cotton)
- Dominique Maraval (1985, 65 avenue Simon-Bolivar)
- 11 rue de Cambrai
- 98-118 rue Petit

#### Sculptures
- L'Accueillant, Jean Dubuffet (1988, hôpital Robert-Debré)
- Balcon rouge, collectif Inges Idee (2007, avenue Jean-Jaurès)[5]
- Forêt de candélabres, collectif Inges Idee (2007, avenue Jean-Jaurès)[5]
- Horizons suspendus, Dominique Labauvie (1997, quai de la Seine)[6],[7]
- La Moisson, Léon Deschamps (1933, place Rhin-et-Danube)
- Obélisque, Zoltán Zsakó (1995, place des Fêtes)
- Référents, Christophe Cuzin (2003, salle de lecture des archives de Paris)[8]
- Uranus, Étienne Hajdu (1985, place Marcel-Achard)